# Мастерская улица (Санкт-Петербург)
Мастерска́я улица — улица в Адмиралтейском районе Санкт-Петербурга. Проходит от улицы Декабристов до проспекта Римского-Корсакова.

## История названия
20 августа 1739 года присвоено наименование Офицерская улица, название связано с тем, что здесь планировалось построить светлицы (дома) для офицеров Адмиралтейского ведомства. С 1776 года существует название Малая Мастерская улица, дано слободе мастерских людей Адмиралтейского ведомства. Параллельно существовали названия Меньшая Мастерская улица, Грязный переулок, Большой Грязный переулок.
Современное название Мастерская улица присвоено 24 сентября 1912 года, в связи с переименованием Большой Мастерской улицы в Лермонтовский проспект.

## История
Улица возникла в первой половине XVIII века.

## Достопримечательности
- Католический храм Святого Станислава (дом 9).  памятник архитектуры (федеральный)  Объект культурного наследия № 7810105000№ 7810105000

## Учебные заведения
- Хоровое училище имени М. И. Глинки